# Rice Bowl
Der Rice Bowl (ライスボウル, offiziell Japan Championship Rice Bowl) ist das jährlich ausgetragene Endspiel um die japanische Meisterschaft im American Football. Der Rice Bowl wird seit 1947 ausgetragen. Ursprünglich war es ein All-Star-Spiel zwischen den Auswahlmannschaften der Universitätsmannschaften West- und Ost-Japans. Ab 1984 wurde er als nationale Meisterschaft ausgetragen. Dabei traf der Sieger des Tokyo Super Bowl (ab 2003 Japan X Bowl genannt), des Finals der 1971 gegründeten Japan American Football League (1987 in X-League umbenannt) aus den Sieger des Koshien Bowl (siehe Hanshin-Kōshien-Stadion). Der Koshien Bowl war ursprünglich das Spiel zwischen den Siegern der Universitätsligen der Regionen Kantō bzw. Kansai. Seit 2009 nehmen auch Universitätsmannschaften anderer Regionen teil, im Koshien Bowl stehen sich die Sieger West- und Ost-Japans gegenüber. Da in den 2010er Jahren die Universitätsmannschaften im Rice Bowl  zunehmend chancenlos gegen die Mannschaften der X-League waren, ist der Rice Bowl ab 2022 das Finale der X-League. Die X-League ist eine professionelle Liga, in der unter anderem auch US-amerikanische Spieler antreten.
Ursprünglich wurde der Rice Bowl um den 15. Januar herum ausgetragen. Seit 1984 wird der Rice Bowl immer am 3. Januar ausgetragen. Seit 1991 findet das Spiel im Tokyo Dome statt, die Spiele von 1984 bis 1990 wurden im Nationalstadion in Tokio ausgetragen.
Rekordsieger seit 1984 sind die Obic Seagulls (früher Recruit Seagulls) aus der X-League, die acht Mal gewinnen konnten. Rekordteilnehmer seit 1984 sind die Kwansei Gakuin University Fighters, die 13 Mal im Rice Bowl standen, aber nur ein Mal (2002) auch gewinnen konnten.

## Spiele im Einzelnen

### Universitätsmeister gegen Sieger der X-League
| Jahr | Spiel | Universitätsteam | Ergebnis | X-League                          | Zuschauer |
| ---- | ----- | ---------------- | -------- | --------------------------------- | --------- |
| 1984 | 37    | Kyoto            | 29:28    | Renown Rovers                     |           |
| 1985 | 38    | Nihon            | 53:21    | Renown Rovers                     |           |
| 1986 | 39    | Kwansei Gakuin   | 42:45    | Renown Rovers                     |           |
| 1987 | 40    | Kyoto            | 35:34    | Renown Rovers                     |           |
| 1988 | 41    | Kyoto            | 42:08    | Renown Rovers                     |           |
| 1989 | 42    | Nihon            | 47:07    | Renown Rovers                     |           |
| 1990 | 43    | Nihon            | 42:14    | Asahi Beer Silver Star            |           |
| 1991 | 44    | Nihon            | 35:13    | Panasonic Impulse                 |           |
| 1992 | 45    | Kwansei Gakuin   | 06:28    | Onward Oaks                       |           |
| 1993 | 46    | Kyoto            | 20:29    | Asahi Beer Silver Star            |           |
| 1994 | 47    | Kwansei Gakuin   | 23:28    | Asahi Beer Silver Star            |           |
| 1995 | 48    | Ritsumeikan      | 14:16    | Matsushita Electric Works Impulse |           |
| 1996 | 49    | Kyoto            | 35:21    | Matsushita Electric Works Impulse |           |
| 1997 | 50    | Kyoto            | 16:19    | Recruit Seagulls                  |           |
| 1998 | 51    | Hosei            | 00:39    | Kashima Deers                     |           |
| 1999 | 52    | Ritsumeikan      | 16:30    | Recruit Seagulls                  |           |
| 2000 | 53    | Kwansei Gakuin   | 17:33    | Asahi Beer Silver Star            |           |
| 2001 | 54    | Hosei            | 13:52    | Asahi Soft Drink Challengers      |           |
| 2002 | 55    | Kwansei Gakuin   | 30:27    | Asahi Soft Drink Challengers      |           |
| 2003 | 56    | Ritsumeikan      | 36:13    | Obic Seagulls                     |           |
| 2004 | 57    | Ritsumeikan      | 28:16    | Onward Oaks                       |           |
| 2005 | 58    | Ritsumeikan      | 07:26    | Matsushita Electric Works Impulse | 28.000    |
| 2006 | 59    | Hosei            | 17:47    | Obic Seagulls                     | 28.041    |
| 2007 | 60    | Hosei            | 29:30    | Onward Skylarks                   | 32.598    |
| 2008 | 61    | Kwansei Gakuin   | 38:52    | Panasonic Impulse                 | 34.487    |
| 2009 | 62    | Ritsumeikan      | 17:13    | Panasonic Impulse                 | 34.655    |
| 2010 | 63    | Kansai           | 16:19    | Kashima Deers                     | 35.742    |
| 2011 | 64    | Ritsumeikan      | 00:24    | Obic Seagulls                     | 35.750    |
| 2012 | 65    | Kwansei Gakuin   | 28:38    | Obic Seagulls                     | 25.059    |
| 2013 | 66    | Kwansei Gakuin   | 15:21    | Obic Seagulls                     | 27.371    |
| 2014 | 67    | Kwansei Gakuin   | 16:34    | Obic Seagulls                     | 29.564    |
| 2015 | 68    | Kwansei Gakuin   | 24:33    | Fujitsu Frontiers                 | 30.361    |
| 2016 | 69    | Ritsumeikan      | 19:22    | Panasonic Impulse                 | 31.345    |
| 2017 | 70    | Kwansei Gakuin   | 13:30    | Fujitsu Frontiers                 | 33.521    |
| 2018 | 71    | Nihon            | 09:37    | Fujitsu Frontiers                 | 34.500    |
| 2019 | 72    | Kwansei Gakuin   | 17:52    | Fujitsu Frontiers                 | 33.242    |
| 2020 | 73    | Kwansei Gakuin   | 14:38    | Fujitsu Frontiers                 | 31.752    |
| 2021 | 74    | Kwansei Gakuin   | 18:35    | Obic Seagulls                     |           |

### Finale der X-League
| Jahr | Spiel | Sieger            | Ergebnis | Verlierer         | Zuschauer |
| ---- | ----- | ----------------- | -------- | ----------------- | --------- |
| 2022 | 75    | Fujitsu Frontiers | 24:18    | Panasonic Impulse |           |
| 2023 | 76    | Fujitsu Frontiers | 29:21    | Panasonic Impulse |           |
| 2024 | 77    | Fujitsu Frontiers | 16:10    | Panasonic Impulse | 20.202    |
| 2025 | 78    | Panasonic Impulse | 34:27    | Fujitsu Frontiers | 17.694    |